# Войтинский, Александр Сергеевич
Алекса́ндр Серге́евич Войти́нский (род. 11 марта 1961, Москва) — российский кинорежиссёр, сценарист, кинопродюсер, монтажёр, музыкальный продюсер, композитор, основатель группы «Звери» и сооснователь группы «Тату».

## Биография
Окончил Российскую экономическую академию имени Г. В. Плеханова по специальности «экономика труда».
В 1989 году совместно с Сергеем Трофимовым, Тимуром Бекмамбетовым и Дмитрием Юрковым основал кинокомпанию по производству телевизионной рекламы. Команда единомышленников оказала заметное влияние на развитие российской рекламы. В частности, совместно с компанией «Видеоинтернешнл» была создана рекламная кампания «Всемирная история. Банк Империал».
В начале 1990-х познакомился с рекламным менеджером Иваном Шаповаловым. В 1999 основал вместе с ним музыкальную группу «Тату», но вскоре вышел из проекта, объяснив это нежеланием строить проект вокруг скандалов.
В 2000 году избран действительным членом Российской академии рекламы.
В 2001 году основал группу «Звери» совместно с вокалистом и музыкантом Романом Билыком (Рома Зверь).
Режиссёр клипов группы «Звери» в период с 2003 по 2008 год.
В 2004 году на первой в России церемонии MTV Russia Music Awards клип «Всё, что тебя касается» был признан «лучшим клипом года», группа «Звери» — «лучшей группой», а Рома Зверь — «лучшим артистом». Группа «Звери» впервые представляла Россию в Риме на европейской церемонии MTV Europe Music Awards в 2004 году.
В 2008 году приглашён в кинокомпанию «Базелевс». В 2008 году предложил идею первого фильма о российском супер-герое «Чёрная молния», который снял совместно с Дмитрием Киселёвым. Сборы составили около 22 миллионов (4 миллиона зрителей).
В 2009 году выступил режиссёром и креативным продюсером первого фильма франшизы «Ёлки».
11 марта 2011 года Александр Войтинский, Михаил Врубель и Александр Андрющенко основали собственную кинокомпанию «Молния Пикчерс».
В 2017 году выступил режиссером второго сезона телесериала «Метод».
Завтра ждëт закрытие кинокомпании «Молния Пикчерс» – 28 сентября 2026 г.

## Личная жизнь
Разведён, имеет трёх сыновей — Александр (2001), Даниил (2008) и Матвей (2019).

## Работы

### Реклама
- Банк «Империал»
- Банк «Славянский»
- Пиво «Сибирская корона»
- «Россия» («Но радость была бы не полной без любимого шоколада»)
- ШОК («Пингвины», «Кентавр», «Подводная лодка»)
- Sprite («Красная площадь»)
- Oriflame («Твои мечты — наше вдохновение»)
- Nescafe («Офис», «Киоск», «Студент»)
- Шоколад «Воздушный»

### Фильмография
| Год         | Фильм                  | Доп. Информация                              |
| ----------- | ---------------------- | -------------------------------------------- |
| 2009        | Чёрная молния          | Совместно с Дмитрием Киселёвым.              |
| 2010        | Ёлки                   | Новелла                                      |
| 2012        | Джунгли                |                                              |
| 2015        | Призрак                |                                              |
| 2016        | Дед Мороз. Битва Магов | После провала ушёл на несколько лет из кино. |
| 2020 - 2021 | Метод 2                | Второй сезон сериала Метод                   |
| 2023        | По щучьему велению     |                                              |
| 2024 - 2024 | Очевидное невероятное  |                                              |
| 2024        | Огниво                 |                                              |
| 2025        | Всё, что тебя касается |                                              |